# John Torstensson
John Torstensson (Malmö, 5 ottobre 1896 – Malmö, 10 agosto 1972) è stato un calciatore svedese, di ruolo difensore.

## Carriera
Con la sua Nazionale partecipò ai Giochi olimpici del 1920.